# A Dance with Dragons
A Dance with Dragons é o quinto livro da série de fantasia épica As Crônicas de Gelo e Fogo, escrita pelo norte-americano George R. R. Martin e publicada pela editora Bantam Spectra. Foi publicado pela primeira vez em 12 de julho de 2011 nos Estados Unidos. Trata-se do segundo romance da saga a estrear na primeira posição da lista de mais vendidos do jornal estadunidense The New York Times e, assim como os dois volumes anteriores da série, foi indicado ao Prêmio Hugo.
A Dance with Dragons foi originalmente destinado a ser o segundo romance na sequência, quando Martin ainda idealizava a saga como uma trilogia. Por sua extensão, em Portugal ela foi dividida em dois volumes pela editora Saída de Emergência: o primeiro, intitulado A Dança dos Dragões, foi publicado em setembro de 2011; o segundo, chamado Os Reinos do Caos, foi lançado em janeiro de 2012. No Brasil, a obra foi lançada pela editora LeYa no dia 27 de junho de 2012 sob o título A Dança dos Dragões.

## Enredo

### Na Muralha
Jon Snow foi eleito o 998º Senhor Comandante da Patrulha da Noite mas tem inimigos dentro da própria Patrulha e além da Muralha. Jon decide guarnecer os castelos abandonados ao longo da Muralha, e oferece o comando de Guardagris a Janos Slynt, mas este recusa dizendo que "Nenhum bastardo de traidor dá ordens a Janos Slynt!". Jon dá-lhe até à manhã seguinte para reconsiderar, mas Janos volta a recusar e a insultá-lo. Jon manda enforcá-lo, mas acaba por mudar de ideias e executa-o ele próprio, seguindo as tradições dos Primeiros Homens. Assim, Jon vinga o seu pai, o qual tinha sido traído por Janos, e ganha o respeito de Stannis.
Os selvagens presos na paliçada (onde tinham ficado os prisioneiros da batalha na Muralha) são libertados, sendo autorizados a atravessar a muralha desde que queimem um bocado de represeiro e aceitem R'hllor como Deus único. Embora alguns fujam para a Floresta Assombrada, a maioria atravessa a Muralha. Estes últimos abandonam imediatamente a fé do Senhor da Luz, e voltam a prestar culto aos Deuses Antigos. Enquanto os selvagens são libertos Melisandre manda queimar Mance Rayder, rei dos selvagens, à vista dos selvagens recém-libertos. Embora inicialmente avance voluntariamente, ao ver a fogueira Mance começa a debater-se e gritar que não é o rei, sendo rapidamente silenciado. Enquanto os selvagens fazem a sua travessia tanto Allister Thorne como Bowen Marsh afirmam a Jon o seu desagrado, dizendo que abrigar selvagens vai contra os princípios da Patrulha.
Jon entretanto lê a passagem do "Compêndio de Jade" que lhe tinha sido sugerida pelo Meistre Aemon, a qual diz que a espada de Azor Ahai era quente como o fogo. No entanto, Jon apercebe-se que a espada de Stannis, Luminífera, é fria.
Jon verifica as reservas de comida juntamente com Bowen Marsh, e após verificarem tudo o que têm Bowen Marsh diz que por causa de todos os selvagens que estão a albergar (cada dia chegam mais) ficaram sem comida antes do ano acabar, e pede a Jon para recusar passagem aos selvagens. Stannis pede a Jon informações sobre os Umber, e confidencia-lhe que Mors Umber, o Papa-Corvos, juntou-se à sua causa com metade dos homens da sua casa. Stannis planeia avançar contra o Forte do Pavor, aconselhado por Arnolf Karstark, mas Jon convence-o de que esta é uma má ideia. Em vez disso aconselha Stannis a procurar o apoio dos clãs das montanhas e a tomar Bosque Profundo, o castelo dos Glover que estava nas mãos dos homens de ferro. Jon convence Stannis a deixar na muralha os seus 300 combatentes selvagens, para que Jon os possa usar.
Jon vai juntamente com outros homens da Patrulha até Vila Toupeira, onde os selvagens se tinham abrigado depois de atravessar a muralha, para distribuir comida. No entanto começa a existir alguma agitação entre os selvagens que se queixam de não receberem comida suficiente, enquanto que os homens da Patrulha estão sempre bem alimentados. Jon propõe então aos selvagens que combatam juntamente com a Patrulha e serão melhor alimentados. Depois de toda a comida ter sido distribuída 73 selvagens partem para a Muralha com Jon, tanto homens como mulheres. Bowen Marsh volta a protestar, dizendo que a comida está a escassear, que haverá lutas e violações, e que se Tormund avançar sobre a Muralha os selvagens se virarão contra a Patrulha.
Jon decide que necessita de patrulhas do outro lado da Muralha e envia 3 patrulhas, com 3 patrulheiros cada, sendo um deles Allister Thorne. De seguida vai treinar no pátio com os melhores recrutas, sendo  que o Lorigão de Chocalho, ou Senhor dos Ossos como ele se autodenomina, o desafia para um combate. Jon tem grandes dificuldades e acaba por ser derrotado, sendo que ao longo da luta ele repara que as feições do seu oponente parecem difusas. Mais tarde chega uma carta de Ramsay Bolton a dizer que Fosso Cailin foi tomado, que Roose Bolton estava a convocar todos os senhores do Norte a Vila Acidentada para afirmarem a sua lealdade ao trono, e que Ramsay iria casar com Arya Stark nas ruínas de Winterfell. Melisandre avisa-o de que viu nas suas fogueiras uma menina montada num cavalo moribundo a dirigir-se para a Muralha, dizendo que essa menina é Arya. Também o informa de que 3 dos seus patrulheiros irão morrer e que regressarão à Muralha sem olhos. Jon não acredita, mas a sacerdotisa diz-lhe que quando vir os três mortos acreditará, e que nessa altura deve procurá-la, pois ela pode ajudá-lo a salvar a sua irmã.
Dias mais tarde aparecem ao portão três cabeças espetadas no chão com os olhos arrancados, tal como Melisandre previra. Esta dirige-se ao portão quando soa o aviso, sabendo o que vai encontrar. Aí Jon cede e pergunta pelos outros patrulheiros. Melisandre afirma que não os viu, mas que o Senhor da Luz lhe mostrou que estava eminente um ataque a Atalaialeste do Mar. Embora não partihe as suas duvidas, Melisandre não tem a certeza desta visão, tendo apenas visto um castelo com torres junto ao mar a ser submerso por uma maré de sangue. Melisandre revela também a Jon Snow de que o Senhor dos Ossos era na verdade Mance Rayder, o qual ela tinha ajudado a disfarçar. Ela convençe Jon a deixar o antigo rei dos selvagens a salvar Sansa, e assim Mance Rayder parte para sul acompanhado de seis esposas de lanças.
É realizada uma expedição de vinte patrulheiros, comandada por Jon à Floresta Assombrada, para que os novos recrutas que oram aos Deuses Antigos possam prestar o seu juramento. A viagem decorre sem problemas, mas ao chegarem ao represeiro um sentinela avisa-os de que estão nove selvagens e um gigante deitados na neve em volta da árvore. Quase ocorre uma luta, mas Couros (um selvagem que se juntou à Patrulha) fala com os selvagens e convence-os de que os patrulheiros não querem lutar. Quando Jon lhes pergunta porque não procuraram abrigo na Muralha, os selvagens revelam que muitos se têm mantido afastados pois diz-se que todos os selvagens que atravessam a Muralha são queimados, tendo este conto provavelmente surgido do facto de Melisandre ter queimado "Mance Rayder". Dos nove selvagens dois estão mortos e um quase a morrer, mas todos acompanham os patrulheiros de regresso à Muralha, tal como o gigante (chamado Wun Weg Wun Dar Wun, ou Wun Wun como abreviatura). Jon manda também trazer os dois mortos dizendo que tem uso a dar-lhes.
Entretanto, chega uma carta de Stannis onde ele diz que os clãs da montanha se juntaram à sua causa, tal como as casas Mormont e Glover, e que tomaram Bosque Profundo. Após a vitória o seu exercito começou a expandir-se, pois começaram a aparecer pescadores, homens da Costa Pedrogosa que tinha fugido por causa dos homens de ferro, aldeões de aldeias nas profundezas da Mata de Lobos, sobreviventes da batalha aos portões de Winterfell, e homens que antes lutavam por Casas que dobraram o joelho aos Bolton. Stannis avisa também que pretende avançar contra Winterfell, onde está Roose Bolton e o seu exército, e resgatar a irmã de Jon.
Jon envia Val, a irmã da esposa morta de Mance, para fazer uma trégua e trazer de volta à Muralha o líder Tormund e os Selvagens remanescentes. Ela realiza a tarefa e isso faz com que Jon autorize a passagem em massa dos Selvagens sob a Muralha, apesar da objeção de muitos de seus companheiros, ao mesmo tempo em que convoca parte deles para reforçar as defesas da Muralha contra os Outros.  O raciocínio de Jon é que se deixar Selvagens ao norte da Muralha eles serão massacrados e depois ressuscitados pelos Outros para se juntar à horda de mortos-vivos. Assim, cada Selvagem que atravessa a Muralha é um zumbi a menos para enfrentar.
Um representante do Banco de Ferro de Braavos, Tycho Nestoris, chega à Muralha procurando Stannis, que já havia porém partido para o sul com seu exército.  O banqueiro explica que como Cersei se recusa a pagar as dívidas do trono, o Banco de Ferro resolveu apoiar Stannis em vez dos Lannisters. Além de cortar o financiamento para os Lannisters, o banco pretende emprestar dinheiro a Stannis, possibilitando que ele contrate milhares de mercenários para reforçar seu exército. Jon também negocia um empréstimo com Tycho para que a Patrulha possa comprar comida e sobreviver ao inverno.
A sacerdotisa vermelha Melisandre, que ficou na Muralha, conta suas visões para Jon, dizendo que ele tem inimigos na Patrulha e deve se precaver contra punhais na escuridão.
Jon recebe uma carta zombeteira de Ramsay Bolton dizendo que esmagou o exército de Stannis em Winterfell e exigindo que ele entregue a mulher e a filha de Stannis e devolva os fugitivos Theon e Sansa (a nova esposa de Ramsay, que na verdade é Jeyne Poole). Se ele se recusar Ramsay promete matar Jon e destruir a Patrulha da Noite. As afirmações da carta são duvidosas, já que Theon e Jeyne haviam se juntado a Stannis e não estão na Muralha. Jon finalmente percebe que não pode ficar neutro enquanto as guerras irresponsáveis dos Boltons e Lannisters dividem os Sete Reinos no momento em que os demoníacos Outros juntam suas tropas de mortos-vivos além da Muralha se preparando para invadir e destruir as terras dos humanos e anuncia que vai cavalgar para o sul e enfrentar os Boltons, não como uma ordem mas convocando voluntários. Ele sabe que isso é uma violação do juramento de neutralidade da Patrulha. A profecia de Melisandre se realiza quando Jon é atacado por vários de seus Irmãos liderados por Bowen Marsh, na crença de que isso é melhor para a Patrulha. Jon é esfaqueado várias vezes e termina morto pelo Demônio.

### Para lá da Muralha
Enquanto isso, muito ao norte da Muralha, a busca de Bran Stark pelo Corvo de Três Olhos o leva para uma caverna secreta onde vivem os últimos Filhos da Floresta, os místicos habitantes originais de Westeros.  Bran, Hodor e os Reeds se refugiam na caverna e encontram o Corvo de Três Olhos, que os Filhos chamam de Último Vidente Verde.  Ele é um antigo membro da Patrulha da Noite, que está sentado em seu trono num represeiro por tanto tempo que as raízes se fundiram a seu corpo. Ele explica a Bran que apareceu a ele nos sonhos como Corvo para trazê-lo até ali e treiná-lo na vidência verde.  Bran aprende que há uma verdade na crença de que os represeiros são os olhos e ouvidos dos Deuses Antigos:  as árvores são capazes de ver e ouvir o que ocorre ao redor delas, e gravar o ocorrido em sua memória por séculos.  Um vidente verde ligado a uma das árvores pode ver e ouvir esses fatos do presente e do passado nas florestas sagradas, além de usar as árvores para se comunicar. Usando seus crescentes poderes Bran vê memórias da vida de seu pai Ned Stark e consegue sussurrar palavras para Theon Greyjoy, nesse momento na floresta sagrada de Winterfell.

### Além do Mar Estreito

#### Nas Cidades Livres
Depois de ter assassinado seu pai Tywin, Tyrion Lannister é enviado clandestinamente por Varys para Pentos, onde recebe o abrigo do Magíster Illyrio. Tyrion é enviado para o Sul; durante a viagem descobre que Varys e Illyrio esconderam o supostamente morto príncipe Aegon Targaryen, filho do falecido príncipe Rhaegar, com a intenção de trazê-lo para Westeros como o verdadeiro Rei por direito (já que está à frente de Daenerys na linha de sucessão). O autointitulado Aegon VI foi criado por Jon Connington, antigo Mão do Rei Aerys e velho amigo de Rhaegar que fora exilado depois de não conseguir acabar com a Rebelião de Robert Baratheon.  Anos depois eles contrataram a Companhia Dourada, a maior e mais competente das forças mercenárias das Cidades Livres.  Tyrion aconselha Aegon a não esperar por uma aliança com Daenerys, pois ela o respeitará mais depois que ele já tiver feito suas próprias conquistas.   Assim, com intenções ainda obscuras, Tyrion o convence a invader os Sete Reinos sem Daenerys e seus dragões.
Depois de atravessar metade de Essos com Aegon, Tyrion é sequestrado por Jorah Mormont, que pretende entregá-lo a Daenerys na esperança de um perdão depois que ela o baniu. Mais tarde, seu navio naufraga e tanto Tyrion quanto Jorah são vendidos por escravagistas a um mercador de Yunkai. Depois de chegar a Meereen, Tyrion foge na confusão causada pela praga nas tropas de Yunkai e se enlista no grupo mercenário dos Segundos Filhos, com planos de fazê-los mudar de lado e apoiar Daenerys.
Em Braavos, a garota que um dia foi Arya Stark é treinada pela companhia de assassinos conhecida como os Homens sem Rosto. Ela descobre que sua cegueira é apenas temporária, para aperfeiçoar seu tato e sua audição. No período em que fica cega, ela descobre que é uma troca-peles, conseguindo enxergar através dos olhos dos gatos. Depois de sua primeira tarefa de sucesso como assassina, ela é admitida oficialmente como uma acólita no grupo e continua seu treinamento.

#### Na Baía dos Escravos
No Leste de Essos, Daenerys Targaryen conquistou Meereen mas luta para manter a paz dentro da cidade e não ser derrotada pelos inimigos que a cercam. Surge uma praga conhecida como o fluxo sangrento ou a "égua descorada" e Daenerys tenta mantê-la fora da cidade. Seus dragões ainda estão crescendo mas já se tornaram muito perigosos, matando gado e pessoas. Ela é obrigada a prendê-los numa jaula com exceção do dragão negro Drogon, que consegue fugir.   
Daenerys casa com o nobre Hizdahr zo Loraq, apesar de sua paixão e relacionamento sexual com o mercenário Daario Naharis, esperando que isso pare uma série de assassinatos de seus apoiantes e evite o ataque planejado por Yunkai e Volantis. A cidade continua cercada por refugiados sofrendo com a praga mas Hizdahr insiste em abrir a arena de lutas logo depois do casamento. Enquanto assiste as lutas de seu camarote, Daenerys escapa de uma tentativa de envenenamento. Logo depois as lutas são interrompidas quando Drogon, atraído pelo cheiro de sangue, ataca a arena. Mais de 200 pessoas morrem pisoteadas no pânico que se segue ou atacadas pelo dragão. Numa tentativa de parar a carnificina, Daenerys sobe no dorso de Drogon e ele sai voando para longe de Meereen.   
Quando se descobre que Hizdahr estava envolvido no envenenamento, Barristan Selmy o remove do poder com a ajuda dos Imaculados e do pessoal de Meereen leal a Daenerys, para depois se preparar para a batalha que parece inevitável com as tropas que cercam a cidade.  
Depois de se aventurar por meio mundo numa tentativa fracassada de cortejar Daenerys, o príncipe de Dorne Quentyn Martell se desespera e tenta dominar e roubar um dos dragões remanescentes. Em vez disso termina mortalmente queimado e os dois dragões são soltos sobre a cidade.  
Drogon leva Daenerys para seu ninho no Mar Dothraki, onde ela quase morre de inanição e exposição mas termina sendo encontrada pelo khalasar de Khal Jhaqo, que a havia traído depois da morte de Khal Drogo.         
Enquanto isso, a Frota de Ferro comandada por Victarion Greyjoy navega pelas ilhas mais distantes da Baía dos Escravos na direção de Meereen.  Metade da frota foi perdida em tempestades durante a viagem, e ela se reagrupa na Ilha dos Cedros.  Victarion planeja salvar Daenerys atacando a aliança dos escravagistas que sitia Meereen e que ela em gratidão case com ele.  Com a ajuda de seus dragões ele poderá derrubar seu irmão Euron do trono das Ilhas de Ferro e se vingar de Olho de Corvo por ter dormido com sua mulher e humilhá-lo diante de seu povo.  

### Nos Sete Reinos

#### No Norte
A Guerra dos Cinco Reis em Westeros terminou, mas o conflito com os Lannisters (e seus aliados traidores Boltons e Freys) está entrando em uma nova fase.  No Norte, o rei Stannis Baratheon se instalou na Muralha e pretende conquistar o apoio dos nortenhos. Isso é complicado pelo fato de que os Lannisters nomearam Roose Bolton (leal aos Lannister depois do Casamento Vermelho) como Protetor do Norte, e grande parte da costa ocidental está ocupada pelos homens de ferro.
Os Karstarks aconselham Stannis a marchar contra o Castelo do Pavor, sede dos Boltons, que só está sendo defendida por uma pequena guarnição, mas na verdade eles estão aliados secretamente aos Boltons e querem atrair Stannis para uma armadilha. Stannis no entanto segue a recomendação de Jon Snow e pede ajuda às tribos das montanhas do Norte, indo a seguir capturar Bosque Profundo de Asha Greyjoy, além de capturá-la. Em gratidão pela liberação de Bosque Profundo, as casas Glover e Mormont se juntam ao exército de Stannis. Assim, em vez de ser apanhado cercando o Forte do Pavor por tropas de Roose Bolton cinco vezes maiores, as tropas de Stannis são multiplicadas por quatro com os novos reforços. Com seus novos aliados, Stannis resolve atacar os Boltons em Winterfell, mas suas tropas ficam presas na neve quando tempo piora..
Os Manderly de Porto Branco disseram a Cersei que haviam executado Davos Seaworth, mas isso é uma mentira para garantir a libertação de Wylis Manderly que era prisioneiro dos Lannister. Wyman Manderly manda executar Davos na frente dos Freys mas na verdade o esconde num quarto secreto. Os Freys enviam cartas para Cersei confirmando a morte de Davos, Wylis é libertado e discretamente os Manderlys começam então a assassinar os Freys que estão em Porto Branco.
Lorde Wyman explica a Davos que os Manderlys e outras famílias do Norte pretendem fingir submissão aos Boltons, Freys e Lannisters enquanto planejam sua vingança. Ele conta também a Davos que Osha e Rickon Stark estão escondidos na distante ilha de Skago, habitada por tribos selvagens que só nominalmente se submetem ao Norte e explica que eles precisam de um contrabandista experiente para trazer Rickon de volta. Quando os nobres do Norte virem que um herdeiro homem dos Starks ainda vive, eles se unirão contra os Boltons e apoiarão Stannis.
Descobre-se que Theon Greyjoy não morreu: ele ficou prisioneiro nas masmorras do Forte do Pavor por mais de um ano enquanto Ramsay Bolton o esfolava, desfigurava e cortava vários de seus dedos das mãos e dos pés. A tortura leva Theon à loucura e Ramsay faz com que ele assuma a identidade de seu servo Fedor.  O pai de Ramsay, Roose Bolton, lidera a tropa conjunta dos Boltons e Freys contra Fosso Cailin. Ramsay consegue seu intento mandando Fedor, agora como Theon Greyjoy, para negociar uma rendição dos poucos homens de ferro que ainda ocupam o Fosso. Theon consegue a rendição mas Ramsay esfola a todos de qualquer maneira. Quando Roose chega com “Ayra Stark” para casar com Ramsay, Fedor a reconhece como a Jeyne Poole, amiga de Sansa. Os Boltons também sabem mas veem o casamento como uma forma de legitimar sua pretensão de dominar o Norte. O casamento será celebrado em Winterfell e Fedor assume o papel de Theon de novo para convencer o Norte da identidade da noiva e entregá-la ao noivo como representante dos Starks. Depois do casamento, Ramsay abusa horrendamente de Jeyne física e sexualmente. Ao mesmo tempo uma série de assassinatos no castelo de Winterfell aumenta a tensão entre os Freys, as tropas dos Boltons e as outras casas do Norte presentes ao casamento, enquanto Roose e seus aliados tentam desesperadamente manter a paz.
Na floresta sagrada de Winterfell, Fedor implora por perdão e força para sobreviver de joelhos junto à árvore coração. Ele ouve Bran chamá-lo de Theon através do represeiro e isso devolve um pouco de sua sanidade. Mance Rayder  e suas guerreiras, disfarçados em Winterfell, pedem a ajuda de Theon para libertar "Sansa" (missão para a qual Jon Snow e Melisandre os enviaram) com a promessa de uma morte rápida depois. Ele consegue fugir com Jeyne mas Mance e as guerreiras ficam para trás. Theon e Jeyne são então capturados pelas tropas de Stannis e levados ao seu acampamento, onde Theon se reúne a sua irmã Asha. Theon está tão desfigurado pela tortura que a princípio Asha não o reconhece.

#### No Sul
Cersei Lannister, aprisionada pela Fé dos Sete, confessa várias das acusações menores que pesam contra ela, como ter tido relações adúlteras com seu primo Lancel Lannister.  Ela não admite no entanto ter matado o Rei Robert ou que seus filhos são fruto de incesto. Sua confissão parcial é suficiente para que os septões a liberem da prisão até o julgamento das acusações restantes. Eles fazem porém uma exigência: ela deverá fazer uma caminhada de penitência nua (apesar de escoltada) do Grande Septo de Baelor até a Fortaleza Vermelha.  Cersei tenta manter sua dignidade mas o povo, que sofreu com suas ações e sua guerra, aproveita para atingi-la com insultos, frutas e verduras podres, até que finalmente, já chorando e se arrastando de quatro pelo chão, ela consegue alcançar a Fortaleza. Ela ainda tem uma esperança de absolvição: seu novo campeão. Seu antiético ex-meistre Qyburn trouxe um misterioso "Robert Strong", um colosso de quase dois metros e meio, sempre calado e fechado dentro da armadura, que não tira para comer nem ir ao banheiro. Muitos na corte incluindo Kevan suspeitam que ele é uma espécie de Frankenstein construído pelas experiências de Qyburn com os cadáveres de Gregor Clegane e outros.  O silencioso Robert Strong é nomeado para a Guarda Real de Cersei e a representará no julgamento por combate que decidirá sua culpa das demais acusações da Fé contra ela.
Mesmo que Cersei consiga sua liberdade, seu tio Kevan e o Grande Meistre Pycelle não pretendem deixá-la voltar ao poder, depois que seu comportamento insensato no ano anterior quase destruiu o reino.   Pycelle, outro espião de Cersei no conselho, ficou tão chocado com sua falta de aptidão para reinar que trouxe Kevan para Porto Real para substituí-la como regente.  Juntos, Kevan e Pycelle começam a aplacar a irritação dos Tyrells e a reconstruir sua aliança vital. Nomeiam Mace Tyrell para Mão do Rei e seus vassalos Randyll Tarly e Paxter Redwyne para Mestres das Leis e dos Navios respectivamente.  Além disso enviam emissários ao Banco de Ferro de Braavos, esperando que não seja tarde demais para reparar o relacionamento com a instituição abalado pelas ações de Cersei.
Nas Terras Fluviais, depois de negociar a rendição pacífica de Correrrio, Jaime Lannister chega com suas tropas ao cerco do Solar de Corvarbor.  Sede da casa Blackwood, é o último castelo dos Senhores do Rio que apoiavam Robb Stark que ainda não se rendeu aos Lannisters.  A negociação é mais fácil que em Correrrio, pois os Blackwoods estavam na verdade esperando termos melhores de rendição e não queriam se entregar aos rivais da Casa  Bracken, que já haviam passado para o lado dos Lannister e estavam liderando o cerco.  Jaime oferece uma paz generosa à Casa Blackwood  e o cerco termina sem derramamento de sangue. Assim se rendem as últimas forças que haviam apoiado o curto reinado de Robb Stark e a guerra Stark-Lannister nas Terras Fluviais fica nominalmente encerrada. A região no entanto foi tão devastada que grande número de renegados agora cruzam os alquebrados campos. Jaime resolve restaurar a ordem mas encontra novamente Brienne de Tarth, que diz que sabe onde está Arya Stark, supostamente prisioneira de Sandor Clegane (o que o leitor sabe não ser verdade).
Enquanto isso, Aegon Targaryen e Jon Connington desembarcam nas Terras da Tempestade com os mercenários da Companhia Dourada para começar a campanha pelo Trono de Ferro. Desembarcando em Westeros, as tropas de Aegon rapidamente conquistam quatro castelos sem enfrentar muita resistência e marcham para Ponta Tempestade.
No epílogo, a neve cai com força sobre Porto Real enquanto Kevan Lannister se reúne com o Pequeno Conselho para discutir o que fazer com a Companhia Dourada, mas a tensão está tão alta entre Tyrells e Lannisters que ambos relutam em coordenar tropas conjuntas. Contratar mercenários também não é possível, pois o reino está quase na bancarrota. Mais tarde, Kevan chega aos aposentos de Pycelle e o encontra morto, junto com um novo corvo branco chegado da Cidadela que sinaliza que o inverno chegou oficialmente a Westeros. Antes que possa reagir, Kevan é atingido por Varys, que na verdade não havia fugido da capital e se mantivera escondido. Revelando seu apoio a Aegon, Varys revela ao moribundo Kevan que ele precisava eliminá-lo junto com Pycelle pois eles estavam começando a consertar os danos que Cersei havia causado ao tentar aumentar o poder dos Lannister. Varys prevê que com Tommen novamente sob seu controle, Cersei irá culpar os Tyrells, Tyrion ou ambos pelas mortes e que na regência dela novamente suas ações levarão Westeros à ruína e a uma nova guerra entre as facções remanescentes. Será o momento de Aegon conquistar os Sete Reinos, devolvendo o Trono de Ferro aos Targaryens.

## POV
A história é narrada através do ponto de vista (POV) de 16 personagens principais diferentes, duas personagens menores (prólogo e epílogo), totalizando em 18 personagens.
No Norte:
- Jon Snow
- Bran Stark
- Davos Seaworth
- Fedor (Theon Greyjoy)
- Asha Greyjoy
- Melisandre

No continente de Essos:
- Daenerys Targaryen
- Tyrion Lannister
- Quentyn Martell
- Jon Connington
- Victaryon Greyjoy
- Arya Stark
- Barristan Selmy

No Sul:
- Areo Hotah
- Jaime Lannister
- Cersei Lannister

Prólogo: Varamyr Seispeles, um warg e um dos selvagens sobreviventes a norte da Muralha
Epílogo: Kevan Lannister, irmão de Tywin Lannister e regente do rei Tommen.

## Lançamento

### Divisão
A Dance with Dragons seria, originalmente, o quarto romance da série, destinado a cobrir um longo período de tempo na história. No entanto, durante o processo de escrita, Martin percebeu que, para preencher esta lacuna, a obra estava tendo uma dependência excessiva de flashbacks; depois de algum tempo de trabalho, o autor decidiu abandonar o que já havia sido escrito e começar de novo, desta vez iniciando imediatamente após o final do terceiro livro, A Storm of Swords. A obra foi renomeada, passando a se chamar A Feast for Crows — A Dance with Dragons passou a ser, então, o quinto romance da saga. Contudo, o manuscrito do quarto livro tornou-se demasiado grande para ser publicado em um único volume; ao invés de simplesmente dividi-lo ao meio e publicá-lo como, essencialmente, A Feast for Crows: Parte I e A Feast for Crows: Parte II, Martin decidiu dividir o tomo por personagens e localização: publicado em 2005, A Feast for Crows é narrado principalmente por pessoas no Sul dos Sete Reinos e nos novos locais das Ilhas de Ferro e Dorne; já o romance seguinte, A Dance with Dragons, pelos habitantes do Norte e por aqueles do outro lado do mar estreito.

### Caminho para a publicação
Apesar de previsões otimistas de uma possível conclusão do romance para o final de 2006, Martin finalizou a obra somente em abril de 2011, quase cinco anos depois. Essa longa espera fez com que alguns fãs criticassem o autor e com que outros achassem que Martin tivesse perdido o interesse em escrever As Crônicas de Gelo e Fogo. A escrita e o processo de revisão para este quinto livro foi mais difícil do que o previsto. O autor fez diversos anúncios — em 2007, 2008 e 2009 — de possíveis datas de publicação para o tomo, porém todas se mostraram inverdadeiras. Em 3 de março de 2011, a editora norte-americana anunciou que o romance, embora naquele momento ainda não concluído, seria oficialmente publicado em 12 de julho daquele mesmo ano.
Martin alegou que a data de lançamento de 2011 era diferente das previsões de publicação anteriores, e que esta era "real", em oposição às demais. Em 19 de maio de 2011, ele revelou que o manuscrito já revisado continha 1.510 páginas, tornando-o o segundo maior volume em toda a série — atrás somente do terceiro livro, A Storm of Swords. Em 29 de junho, Martin anunciou que a filial alemã da loja de comércio eletrônico Amazon.com lançara equivocadamente 180 cópias do romance cedo demais e pediu para que aqueles que possuíam cópias não revelarem seu enredo, podendo estragar o livro para os fãs que tiveram de esperar.

### Recallna edição brasileira
No Brasil, a editora LeYa anunciou no dia 28 de junho de 2012 que, devido a falhas, a 1ª edição de A Dança dos Dragões foi lançada sem o capítulo 26 (O Soprado pelo Vento) e que todos os exemplares disponíveis nas livraras seriam recolhidos e redistribuídos a partir do dia 2 de agosto de 2012 com as devidas correções. A editora também informou que todos os exemplares incorretos já vendidos teriam suas trocas garantidas e o capítulo ausente da edição impressa seria disponibilizado para leitura digital em seu site.

## Recepção
A obra foi, em geral, bem recebida por leitores e por críticos especializados. O jornal norte-americano Los Angeles Times afirmou que a decisão de Martin de dividir aquele que seria o quarto volume em dois e lançá-los como romances individuais "agora parece sensata e realmente generosa para os leitores". A publicação também salientou que Martin reagiu bem à hostilidade de alguns fãs, dando continuidade ao que chamou de "uma das melhores séries de fantasia da atualidade". Lev Grossman, resenhista da revista TIME, disse que A Dance with Dragons era, até à data, "o melhor livro de As Crônicas de Gelo e Fogo — o grande épico de fantasia da nossa era". Roz Kaveney, do jornal britânico The Independent, destacou a qualidade da escrita de Martin, e finalizou dizendo: "Este é um mundo de tortura, estupro e assassinato ocasional graficamente retratado. Se você falhar no jogo dos tronos, você morre — se tiver sorte".
Darren Franich, da revista norte-americana Entertainment Weekly classificou-o com uma nota "A", dizendo: "Felizmente, Martin tem mais dois livros a caminho [para a conclusão da série]. Mas não vamos apressar o homem, pessoal: quando a escrita é tão boa, vale a pena esperar". Thomas M. Wagner, do site sobre fantasia e ficção científica SF Reviews, afirmou: "A Dance with Dragons, posso relatar fielmente, revela que As Crônicas de Gelo e Fogo não perdeu nada do seu poder de impressionar". Para Bill Sheehan, do jornal The Washington Post, a obra é "como uma fantasia épica deve ser escrita: apaixonada, atraente, convincentemente detalhada e minuciosamente imaginada". Tom Shippey, crítico do jornal The Wall Street Journal, destacou a grandiosidade da história, afirmando que a série mostra uma ambição cada vez maior com o volume. A revista Publishers Weekly, por sua vez, fez uma revisão positiva, salientando a volta de Daenerys Targaryen, Jon Snow e Tyrion Lannister — personagens ausentes no volume anterior.
Julie Bosman, do jornal The New York Times, comentou o estrondoso e surpreendente sucesso de vendas do livro — tanto em sua versão física quanto digital —, apelidando-o de "o maior livro do verão" norte-americano. Cerca de dois dias após seu lançamento, o romance havia vendido cerca de 650.000 cópias, alcançando o topo da lista de livros mais vendidos de publicações como USA Today, The New York Times, Publisher's Weekly e Los Angeles Times.

## Prêmios e indicações
| Premiação   | Ano  | Categoria      | Resultado |
| ----------- | ---- | -------------- | --------- |
| Prêmio Hugo | 2012 | Melhor Romance | Indicado  |